# Huta Będzin
Huta Będzin – przedsiębiorstwo mieszczące się w Będzinie (ul. Sielecka 63), powstałe na przełomie 1889 i 1890 r. jako Będzińska Walcownia Cynku, która była wówczas największym w Królestwie Polskim producentem blachy (45% produkcji blachy w Królestwie). Po zakończeniu II wojny światowej huta nastawiła się na przetwórstwo metali nieżelaznych: miedzi, mosiądzu i aluminium, dostarczając na rynek m.in. rury, pręty, kształtki, mosiężne blachy i biel cynkową.
W stanie likwidacji od 7 października 2009 r. do 2014 r. Od 2010 r. do 2014 r. funkcjonowała jako zakład produkcyjny Huta Będzin Oddział Spółki Motor - Energy Sp. z o. o. W czerwcu 2014 r. definitywnie zakończono produkcję. 
Kapitał zakładowy wynosił 22 556 280 zł.
Skład Rady Nadzorczej (od lipca 2009): Justyna Banaczkowska, Tomasz Delowski, Elżbieta Sikora - Postel.

## Produkcja i usługi
Produkowane wyroby
- krążki i kształtki aluminiowe
- kształtowniki miedziane i mosiężne
- mosiądz odlewniczy w gąskach
- pręty mosiężne wyciskane
- rury miedziane
- rury mosiężne

Świadczone usługi
- przerób wyrobów znajdujących się w ofercie produkcyjnej z dostarczonego materiału
- obróbka termiczna metali nieżelaznych
- przeciąganie rur z miedzi i mosiądzu
- cięcie i prostowanie rur z miedzi i mosiądzu

Skup złomów z metali nieżelaznych
- złom miedziany
- złom mosiężny
- sektor aluminiowy

Huta prowadziła sklep firmowy w Będzinie przy ul. Bema 14.

## Likwidacja i upadłość
Od stycznia 2009 r. huta obniża poziom produkcji i wyprzedaje wyposażenie zakładu, zalega także z wypłatami dla pracowników. Łączna kwota zadłużenia wynosi ok. 8 mln zł dla 160 klientów. Zdaniem pracodawcy produkcja staje się nieopłacalna ze względu na niewielką liczbę zamówień. Związkowcy twierdzą natomiast, że działania, podejmowane przez zarząd, zmierzają do ogłoszenia upadłości zakładu. Z powodu zaległości za prąd (prawie 400 tys. zł), zakład okresowo nie otrzymuje energii elektrycznej. W sierpniu 2009 r. rozpoczęła się pierwsza tura zwolnień grupowych, która objęła 44 pracowników (na 200 zatrudnionych).
5 października rozwiązano zarząd huty, a od 7 października sprawami zakładu zajmuje się likwidator (Stanisław Herbut). Z powodu wyłączonych mediów ok. 100 pracowników przebywało na dwutygodniowym przymusowym urlopie (pracę podjęli 20 października). 17 listopada 2009 r. likwidator ogłosił nieograniczony pisemny przetarg na zbycie praw własności lub użytkowania wieczystego gruntów wraz z prawem własności usytuowanych na nich budynków i budowli zakładu.
Sąd Rejonowy Katowice-Wschód postanowieniem z 1 grudnia 2009 r. ogłosił upadłość, obejmującą likwidację majątku dłużnika HUTA "BĘDZIN" Spółka Akcyjna w likwidacji w Będzinie, wpisanego do Krajowego Rejestru Sądowego - Rejestru Przedsiębiorców prowadzonego przez Sąd Rejonowy Katowice-Wschód pod numerem KRS 0000092070. Sędziego - komisarza wyznaczono w osobie SSR Tadeusza Czarnoty, a syndyka w osobie Michała Saleja.